# Gangadharakatte, Kollegal
Gangadharakatte là một làng thuộc tehsil Kollegal, huyện Chamarajanagar, bang Karnataka, Ấn Độ.